# إميليو هرنانديز
إميليو هرنانديز (بالإسبانية: Emilio Hernández)‏ (14 سبتمبر 1984 بسانتياغو في تشيلي - ) هو لاعب كرة قدم تشيلي في مركز الهجوم. شارك مع منتخب تشيلي لكرة القدم. أما مع النوادي، فقد لعب مع أرجنتينوس جونيورز وإيفرتون دي فينا ديل مار وكروز آزول وكولو-كولو ونادي أونيفرسيداد دي تشيلي ويونيون إسبانيولا ونادي كوكيمبو أونيدو ويونيون لا كاليرا وسان مارتين دي سان خوان.

## وصلات خارجية
- إميليو هرنانديز على موقع إي إس بي إن إف سي (الإنجليزية)
- إميليو هرنانديز على موقع قاعدة بيانات كرة القدم.إي يو (الإنجليزية)
- إميليو هرنانديز على موقع ناشيونال فوتبول تيمز (الإنجليزية)
- إميليو هرنانديز على موقع Soccerway.com (الإنجليزية)
- إميليو هرنانديز على موقع عالم كرة القدم.نت (الإنجليزية)